# Mira Fuchrer

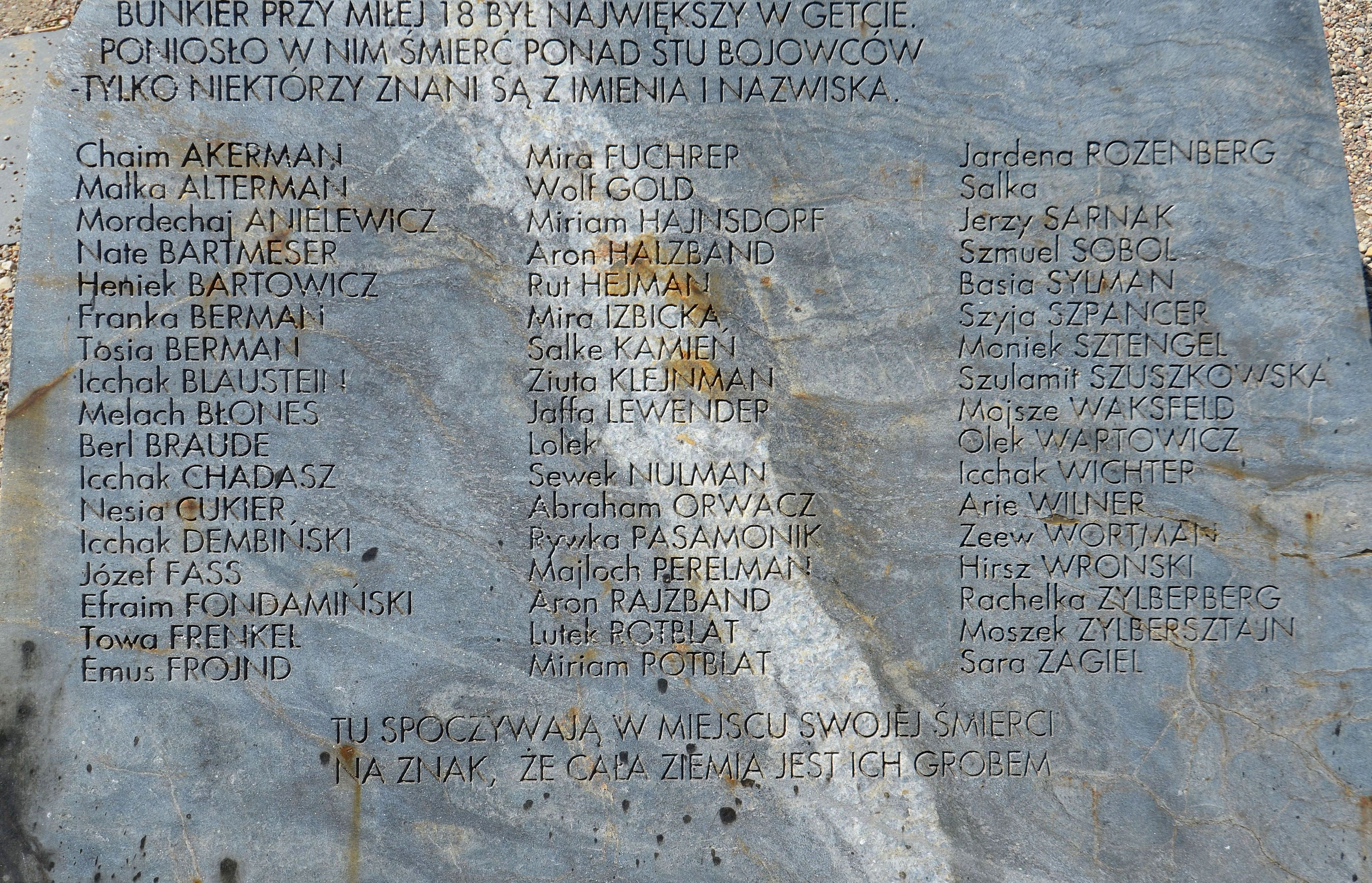
Nazwiska Miry Fuchrer, Mordechaja Anielewicza oraz pozostałych żydowskich powstańców, którzy zginęli w bunkrze przy ul. Miłej 18, wyryte na obelisku u podnóża Kopca Anielewicza

Mira Fuchrer vel Fuchter (ur. 1920 w Warszawie, zm. 8 maja 1943 tamże) – działaczka żydowskiego ruchu oporu w getcie warszawskim, członkini Żydowskiej Organizacji Bojowej, uczestniczka powstania w getcie warszawskim.

## Życiorys
Działała w żydowskiej organizacji młodzieżowej Ha-Szomer Ha-Cair. Pod koniec 1939 roku wraz z Mordechajem Anielewiczem pojechała do Wilna. Oboje zostali parą. Do Warszawy Fuchrer wróciła w 1940 roku.
W getcie pracowała wraz z koleżankami Tową Frenkel i Rachelą Zylberberg w niewielkim zakładzie krawieckim. W 1942 jeździła do innych gett jako łączniczka i kurierka. Została członkiem Żydowskiej Organizacji Bojowej (ŻOB) w chwili jej powstania.
Wraz z dziesięcioma innymi bojownikami ŻOB, w lutym 1943 roku uczestniczyła w udanym napadzie na kasę Judenratu przy ul. Nalewki 37. Grupa zdobyła ok. 100 tys. zł. Fuchrer wraz z Tosią Altman przeniosły rabunek do sztabu ŻOB.
W czasie powstania walczyła w tzw. getcie centralnym. 8 maja 1943 znalazła się wraz z Mordechajem Anielewiczem i grupą ok. 120 powstańców w bunkrze przy ul. Miłej 18. Kiedy bunkier został odkryty i otoczony przez Niemców, bojowcy nie chcieli się poddać. Po wezwaniu Arie Wilnera większość popełniła samobójstwo. Według relacji Marka Edelmana, Anielewicz miał najpierw zastrzelić Fuchrer, następnie sam popełnić samobójstwo.

## Ordery i odznaczenia
- Krzyż Srebrny Orderu Virtuti Militari – nadany przez prezydenta RP Bolesława Bieruta w 1948[4]

## Upamiętnienie
W 2020, na 78. rocznicę wybuchu powstania w getcie warszawskim, przy metrze Centrum osłonięto mural poświęcony kobietom walczącym w powstaniu. Została tam upamiętniona jako jedna z dziewięciu Żydówek.